# コンスタンチン・カヴェーリン
コンスタンチン・ドミトリエヴィチ・カヴェーリン（ロシア語: Константи́н Дми́триевич Каве́лин、英語: Konstantin Dmitrievich Kavelin、1818年11月4日 - 1885年3月5日）は、ロシアの歴史学者、法学者、社会学者。しばしばロシア自由主義の初期における主要な創設者、主導者と称される。

## 経歴
サンクトペテルブルクの古い貴族の家系に生まれる。モスクワ大学法学部を経て、1839年ペテルブルク大学で法学を専攻する。チモフェイ・グラノフスキー、アレクサンドル・ゲルツェンと並び「西欧派」の指導的思想家となる。1855年、ゲルツェンはカヴェーリンが提唱した農奴解放案を公表したが、このことはカヴェーリンが皇太子付き家庭教師の職から遠ざけられるということにつながった。
1860年代にはカヴェーリンは徐々に右傾化し、自由経済協会の会長に就任する。カヴェーリンは「西欧派」から「スラブ派」に転向し、1887年にはスラブ派の立場から『ロシア史短観』を著し、ロシア国民の歴史装置としての国家を称揚した。

## 関連
何人かの研究者によって、カヴェーリンがレフ・トルストイの小説『アンナ・カレーニナ』の登場人物、スティバ・オブロンスキーのプロトタイプになったとの主張がなされている。